# Sándor Erdős
Sándor Erdős, född den 21 augusti 1947 i Budapest, Ungern, är en ungersk fäktare.
Han tog OS-guld i herrarnas lagtävling i värja i samband med de olympiska fäktningstävlingarna 1972 i München.